# Медаль за досягнення в повітрі (США)
Медаль за досягнення в повітрі (США) або Повітряна медаль «За досягнення» (англ. Aerial Achievement Medal) — військова нагорода Військово-повітряних сил США, що присуджується військовослужбовцям Збройних сил США або цивільним громадянам США. Повітряна медаль «За досягнення» може бути присуджена особам, які під час служби на будь-яких посадах у військово-повітряних силах, відзначилися гідним виконанням свого обов'язку та значними досягненнями на борту повітряного судна під час участі в повітряному польоті.
Медаллю за досягнення в повітрі визначаються заслуги членів льотних екіпажів, які, в іншому випадку, не мають право на нагородження Медаллю пілота. Досягнення, за які здійснюється нагородження, повинні перевищувати звичайні обов'язки члена льотного екіпажа, які зазвичай очікують від професійних льотчиків.
Медаль за досягнення в повітрі заснована 3 лютого 1988 наказом Секретаря повітряних сил країни Едварда Олдріджа і присуджується від імені міністерства ПС США.